# Lotje van Lunteren
 (février 2019).
Si vous disposez d'ouvrages ou d'articles de référence ou si vous connaissez des sites web de qualité traitant du thème abordé ici, merci de compléter l'article en donnant les références utiles à sa vérifiabilité et en les liant à la section « Notes et références ».
Lotje van Lunteren, née le 20 mai 1974 à La Haye,, est une actrice néerlandaise.

## Filmographie

### Cinéma et téléfilms
- 1996 : Oppassen!!! (nl) : L'étudiante
- 2000 : Russen (nl) : Annemieke Schipper
- 2006 : Eigenheimers (nl) : Christine Oudesluys
- 2006 : Keyzer & de Boer advocaten : Marise van de Werf
- 2008 : De co-assistent (nl) : Hanna Burggraaf
- 2010 : Bernhard, Schavuit van Oranje (nl) : Juliana
- 2010 : De gelukkige huisvrouw (nl) : Anita, l'infirmière
- 2010 : Luwte : Iris
- 2011 : Bon Voyage : Eva
- 2012 : Flikken Maastricht : Robina Reedijk
- 2013 : De ontmaskering van de Vastgoedfraude (nl) : Manon van Woerkom
- 2014 : 2/11 Het spel van de wolf (nl) : Annemarie
- 2014 : Dokter Tinus : Sacha
- 2015 : Isabelle et le Secret de d'Artagnan : Jacqueline
- 2015 : De Affaire (nl) : Steffie Mens
- 2016 : Flynn? : La mère
- 2016 : De Fractie (nl) : Maria Brouwer
- 2017 : Mees Kees (nl) : La mère de Manon
- 2017 : Flikken Rotterdam (nl) : Emma Stahl
- 2017 : De Spa (nl) : Dagmar de Bruin

## Théâtre
- 2001 :Othello
- 2003 : De getemde feeks
- 2003 : Zonnekinderen
- 2004 : Pygmalion
- 2005 : Ajax
- 2007 : De vrouw met de baard
- 2008 : Antigone
- 2013 : Haar Naam Was Sarah
- 2013 : De Huisvrouwmonologen
- 2016 : FIFA Blatter
- 2016 : Winterbloemen
- 2016 : Bloedverwanten
- 2016 : Ploegen
- 2018 : Theatre of War Project